# Sans cérémonie
Pour l'adaptation cinématographique, voir Pouic-Pouic.
Sans cérémonie est une pièce de théâtre française de Jacques Vilfrid et Jean Girault créée le 24 septembre 1952 au théâtre Daunou. Elle a été adaptée au cinéma en 1963 sous le titre Pouic-Pouic avec, dans le rôle principal, Louis de Funès qui lors de la création jouait le rôle du valet.
La pièce a été reprise en 2011-2013 au théâtre des Bouffes-Parisiens puis en tournée, sous le titre Pouic-Pouic, avec Lionnel Astier dans le rôle principal.

## Argument
Cynthia Monestier pense avoir trouvé le cadeau idéal pour l'anniversaire de son mari : une concession pétrolière sur les bords de l'Orénoque. Mais celui-ci découvre rapidement qu'elle a été dupée par un escroc. Pour se défaire de ce mauvais « investissement », il demande à sa fille Patricia de tenter de convaincre le très riche Antoine Brévin, qui s'intéresse beaucoup à elle, de racheter la concession. Mais celle-ci a dans le même temps engagé un faux mari, Simon, afin de se débarrasser de son fortuné soupirant.

## Distribution de la création
- Albert Préjean: Léonard Monestier
- Maria Mascelli : Cynthia Monestier
- Claude Gensac : Patricia Monestier
- Jean Pâqui : Simon Guilbaud
- Jean Ozenne : Antoine Brévin
- Philippe Nicaud : Paul Monestier
- Claire Maurier : Régine Mercier alias Palma Diamantino
- Louis de Funès : Charles, le valet

Mise en scène : Pierre Mondy
Décors : Anna Gravière
Robes : Elsa Schiaparelli

## Reprise 2011

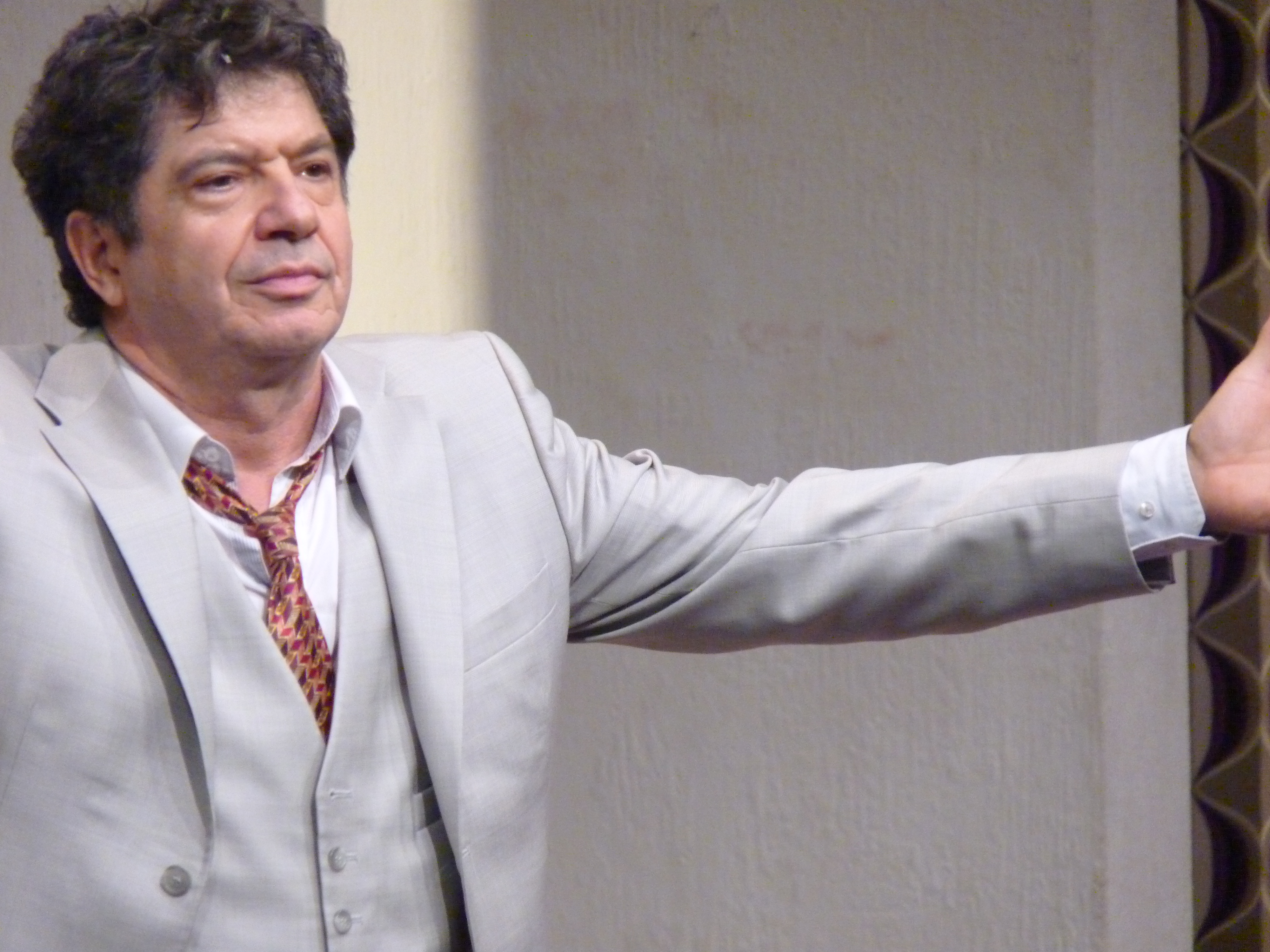
Lionnel Astier interprétant la pièce à Pontoise (Val-d'Oise) en janvier 2012.

- Lionnel Astier : Léonard Monestier
- Valérie Mairesse : Jacqueline Monestier
- Rachel Arditi puis Julie Jacovella : Patricia Monestier
- David Saada : Simon Guilbow
- Éric Berger puis Sören Prévost : Antoine Brévin
- Alexandre Jazédé : Paul Monestier
- Bénédicte Dessombz puis Anne-Valérie Soler : Charlotte, la bonne et Palma Diamantino, l'amie de Paul

Adaptation : Lionnel Astier, Stéphane Pouplard
Scénographie : Sophie Jacob
Costumes : Sandra Gutierrez et Marc Clément
Lumières : Denis Schlepp
Son : Michel Winogradoff

## Autour de la pièce
- Philippe Nicaud qui a créé le rôle de Paul, le fils de famille, a joué à l'écran celui de Simon, le prétendu mari.
- Claude Gensac, qui crée le rôle repris à l'écran dix ans plus tard par Mireille Darc, était alors mariée à Pierre Mondy, le metteur en scène de la pièce.